# Енна Дерг
Енна Дерг — (ірл. — Énna Derg) — Енна Червоний — верховний король Ірландії (за середньовічною ірландською історичною традицією). Час правління: 670–658 до н. е. (згідно «Історії Ірландії» Джеффрі Кітінга) або 893–881 до н. е. (згідно хроніки Чотирьох Майстрів). Син Дуї Фінна (ірл. — Dui Finn) — верховного короля Ірландії. Прийшов до влади вбивши попереднього верховного короля Ірландії — Муйредаха Болграха, що був вбивцею його батька (звичай кровної помсти). Його назвали Енна Червоний за червоне обличчя, що було в нього постійно. В часи його правління вперше в історії Ірландії почали карбувати дзвінку монету, а не просто використовувати зливки металів як гроші. Правив Ірландією протягом 12 років. Помер від чуми під час епідемії в Сліаб Міс (ірл. — Sliab Mis) в оточенні великої кількості вірних йому військ. Трон верховних королів Ірландії успадкував його син — Лугайд Йардонн. Рідкісний випадок в історії Ірландії. «Книга захоплень Ірландії» синхронізує його правління з часом правління царя Артаксеркса I (465–424 до н. е.) в Персії, що сумнівно.